# 大伊洛維齊亞
50°13′42″N 25°58′28″E / 50.22833°N 25.97444°E
大伊洛維齊亞（烏克蘭語：Велика Іловиця），是烏克蘭的村落，位於該國西部捷爾諾波爾州，由克列梅涅茨區負責管轄，處於伊洛維齊亞河畔，始建於1463年，面積1.76平方公里，2001年人口375。